# Грімія довговолоса
Грімія довговолоса (Grimmia crinita) — вид мохів порядку гріміальних (Grimmiales).

## Поширення
Батьківщиною є Європа, Марокко, Азія.